# Rano Aroi
Rano Aroi je jedním z vedlejších kráterů sopky Maunga Terevaka na Velikonočním ostrově. Nalézá se na jihovýchodní svahu Maunga Terevaka a od hlavního vrcholu sopky je vzdálen přibližně 1 km. Vrchol kráteru je ve výšce 330 m m. n. V kráteru Rano Aroi se nachází kráterové jezero, které je nejmenším ze tří rezervoárů srážkové vody na ostrově. Další jezera srážkové vody na ostrově se nacházejí v kráterech Rano Kau a Rano Raraku. Plocha jezera je zhruba 1 ha. Hladina jezera je pokryta emergentní vodní vegetací.
Jezero slouží jako zásobárna vody pro koně a dobytek z okolí. Travnatý porost v okolí je zdrojem pro intenzivní pastvu.

## Vědecký výzkum Rano Aroi
- V sedmdesátých a osmdesátých letech John Flenley, profesor na Masseyské universitě v Palmerston North na Novém Zélandu, odebíral a analyzoval vzorky sedimentu z Rano Aroi, za účelem upřesnění datování odlesnění Velikonočního ostrova. Radiokarbonovou analýzou zjistil, že vzorky sedimentů z Rano Aroi dokládají historii vegetace v okolí kráteru starou 35 000 let.[2]

- Počátkem 21. století skupina vědců v čele s Dorothy Peteet z NASA/GISS, analyzovala sedimenty v Rano Aroi za účelem studia přechodného období mezi dobami ledovými. Dále pak se skupina zaměřila na makrofosilní analýzu sedimentů.[3]